# Jaffé-Campanacci-Syndrom
Das Jaffé-Campanacci-Syndrom ist eine umschriebene Dysplasie der Tibia. Beschrieben wurde sie von Henry Lewis Jaffe und Louis Lichtenstein (1942) und Mario Campanacci.

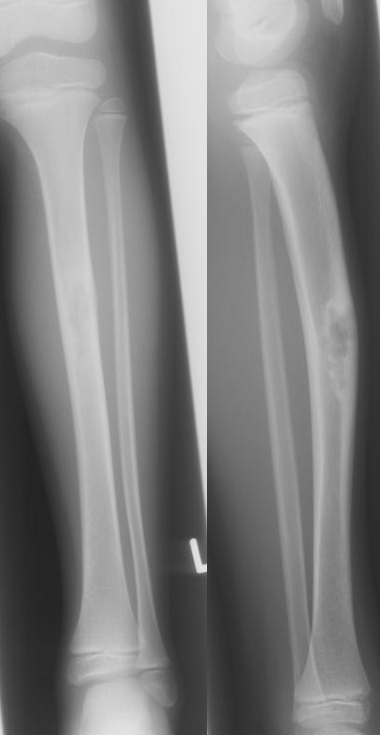
Jaffé-Campanacci-Syndrom, Junge, 7 J, Verbiegung der Tibia mit kortial/subkortikaler Sklerose und Osteolyse

## Definition
Beim Jaffé-Campanacci-Syndrom handelt sich um eine (mitwachsende) osteofibröse Läsion kortikal vorwiegend in der Tibia mit Auftreten unter 10 Jahren. Histologisch besteht Ähnlichkeit mit dem ossifizierenden Knochenfibrom. Zunehmende Deformierung mit Antekurvation und Zunahme während des Wachstumsalters, Kortikalisdestruktion und periostale Reaktion.
Die Ursache dieser seltenen, nicht malignen Erkrankung ist nicht bekannt. Sie wird als fibrovaskulärer Defekt angesehen. Eventuell handelt es sich um eine Form der Neurofibromatose Typ 1.

## Klinik
Die Krankheit fällt mit schmerzloser Vorwölbung des Schienbeines in den ersten 5 Lebensjahren auf, Knaben sind häufiger betroffen. Die typische Lokalisation ist ventral in Schaftmitte in der Tibiakortikalis. Mit Ende des Wachstums kommt die Erkrankung zum Stillstand.
Die Diagnose ergibt sich neben der typischen Lokalisation aus dem Röntgenbild. Charakteristisch sind ventrale Kompaktaverdickung mit Auftreibung, den Markraum aussparende strähnige Spongiosklerosen Osteolyseherde umschließend mit insgesamt wabiger, randsklerosierter und scharf abgegrenzter Strukturveränderung.
In 20 % findet sich eine Zweitmanifestation an der Fibula.
Differentialdiagnostisch abzugrenzen ist das Adamantinom des Knochens sowie die Fibröse Dysplasie.